# Irwan Prayitno
Hadji Irwan Prayitno, né le 20 décembre 1963 à Yogyakarta (Indonésie), est un homme politique indonésien, gouverneur de la province de Sumatra occidental de 2010 à 2015, puis de 2016 à 2021. 